# Noyelles-sur-Escaut
Noyelles-sur-Escaut é uma comuna francesa na região administrativa de Altos da França, no departamento do Norte. Estende-se por uma área de 4.8 km². Em 2010 a comuna tinha 817 habitantes (densidade: 170,2 hab./km²).